# Weingut Vincenz Richter

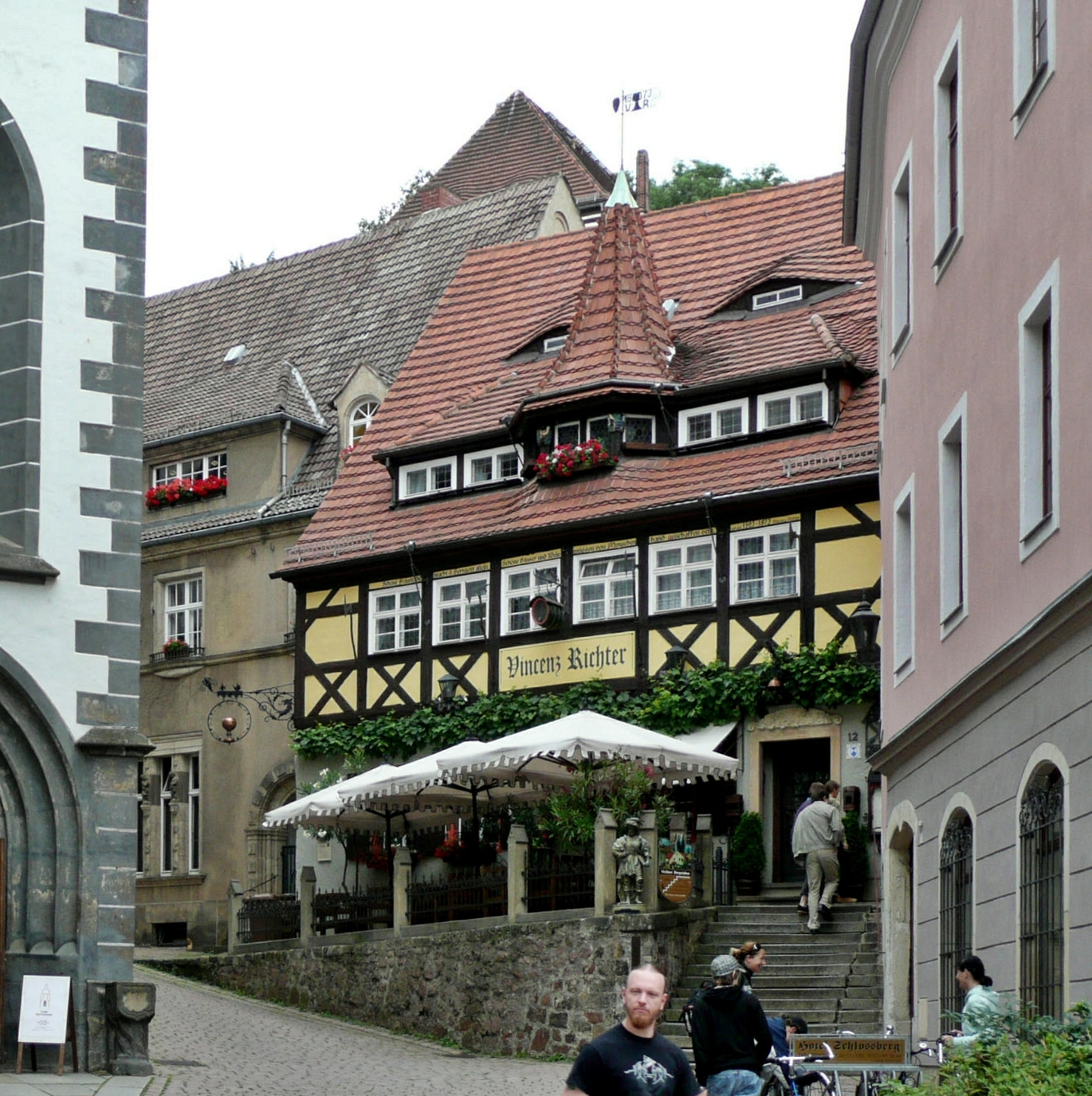
Zum Weingut gehörendes Restaurant Vincenz Richter (Meißen, 2008) in einem Tuchmacherhaus aus dem Jahr 1523.

Das Weingut Vincenz Richter ist in der sächsischen Stadt Meißen im deutschen Weinbaugebiet Sachsen ansässig. Es wurde 1873 durch Vincenz Anton Richter gegründet und produziert auf über 8 ha Rebfläche überwiegend Müller-Thurgau, Riesling und Weißburgunder. Im Jahr 2001 wurde das Weingut als erstes Weingut in Sachsen mit dem DLG-Zertifikat „DLG empfohlenes Weingut“ ausgezeichnet.

## Geschichte

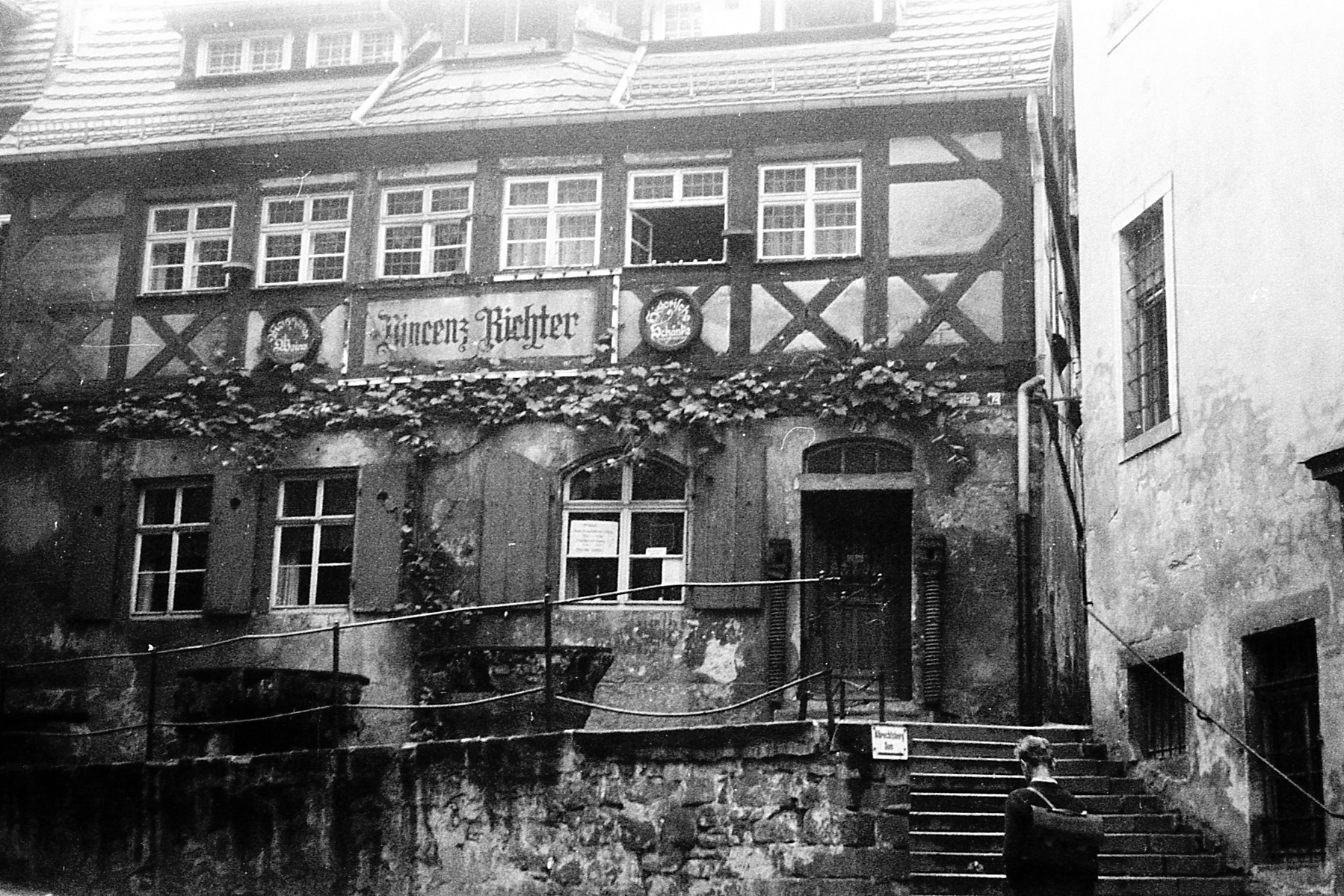
Weinrestaurant (um 1960)

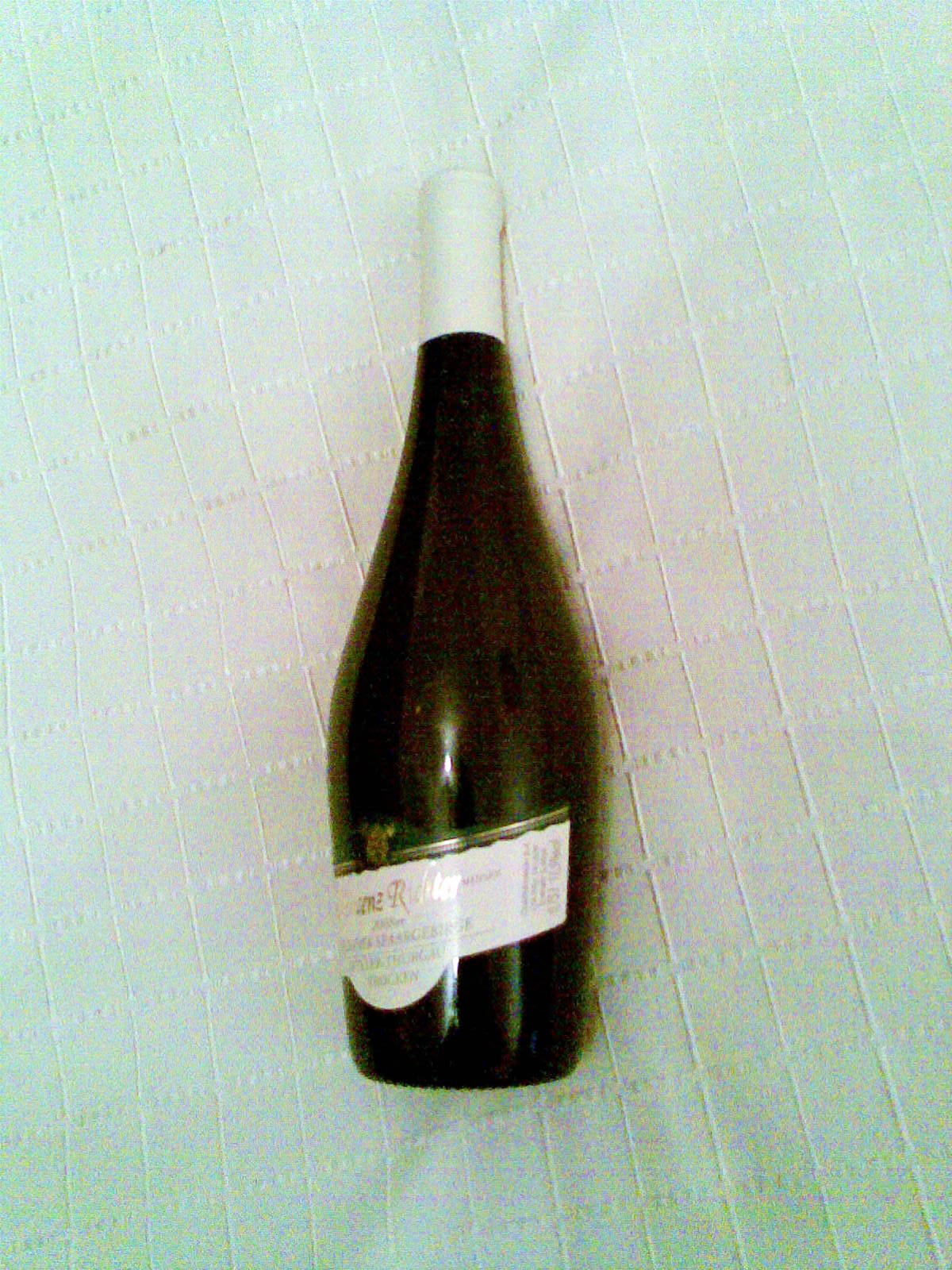
Müller-Thurgau, Weingut Vincenz Richter in der regional typischen Sachsenkeule

Das Weingut wurde 1873 durch Vincenz Anton Richter, einen Oberst der kaiserlichen Armee, gegründet und ist mittlerweile seit vier Generationen im Familienbesitz. Aktuell wird es von Thomas Herrlich geführt. Die Familie führt in Meißen das ebenfalls 1873 gegründete Restaurant Vincenz Richter, das sich ebenfalls seit seiner Gründung in Familienbesitz befindet und die Produkte des Weinguts gastronomisch präsentiert. Das Haus verfügt über eine Antiquitätensammlung mit über 500 Originalen aus mehreren Jahrhunderten.
Im Jahr 1993 erweiterte das Weingut durch die Pacht von 1,5 ha Rebfläche in der Lage Weinböhlaer Gellertberg (Großlage Schlossweinberg) seine jährliche Produktion auf 15.000 Flaschen. Nachdem 1994 ein neuer Keller fertiggestellt worden war, ging 1995 ein neuer Verkaufsraum in Betrieb. Im gleichen Jahr wurden erstmals auch neue Maschinen und Kellertechnik eingesetzt, so dass zum Beispiel Flaschen fortan nicht mehr von Hand etikettiert und gekapselt werden mussten. 1997 produzierte der Betrieb erstmals Eiswein und wurde durch den Kauf von 1,75 ha Rieslingfläche aus Treuhandbesitz erweitert. Durch neue Einrichtungen wurde es erstmals möglich, Weine gekühlt zu vergären und kaltsteril mit Kerzenfilter abzufüllen.
1999 erwarb das Unternehmen von der Stadt Meißen das Fachwerkhaus am Kapitelholzsteig 1. Die Immobilie war bis 1953 das Meißner Stadtweingut (Meißner Kapitelberg) und danach unter anderem vom VEG(Z) Weinbau Radebeul genutzt worden.

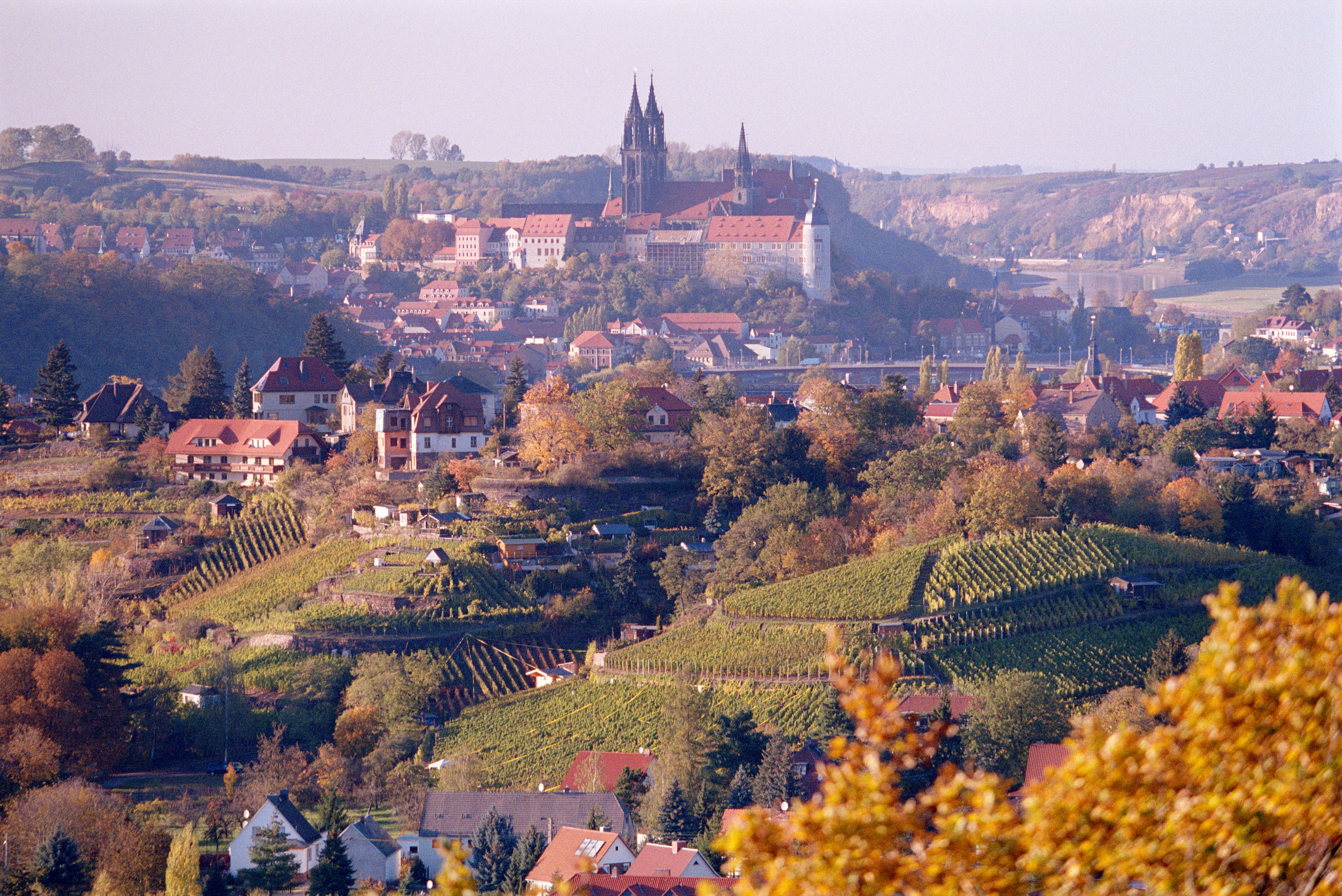
Weinberge im Spaargebirge bei Meißen

Im Jahr 2000 wurde das Weingut erstmals im Gault-Millau beschrieben. Im gleichen Jahr erhielt der Betrieb seine erste internationale Auszeichnung. Im Rahmen des internationalen Weinvergleichs Internationales Vinalies Enologues de France der Union der Önologen von Frankreich und der Union der internationalen Önologen wurde der 1998 Meißner Kapitelberg Riesling – Spätlese bewertet in das Buch „1000 Vins du Monde, la selection de Enologues“ aufgenommen.
Das Elbhochwasser 2002 überschwemmte den Weinkeller und das Lager des Weinguts um 1,2 m. Im Jahr 2003 installierte Vincenz Richter als erstes Weingut in Sachsen eine Tröpfchenbewässerung an seiner Lage Meißner Kapitelberg im Stadtteil Oberspaar. Auf der ProWein 2004 erhielt der Betrieb von der DLG die Auszeichnung zertifiziertes Weingut. Im Jahr 2006 erweiterte das Weingut seine Flächen durch Rodung und Neubepflanzung in der Lage Bosel um 3000 m² (Rebsorte Scheurebe); im Spaargebirge vergrößerte sich die Rebfläche durch Flächentausch und -zukauf ebenfalls.
Nachdem sich die Produktions- und Lagerbedingungen an der Dresdner Straße zunehmend als räumlich unzureichend erwiesen, verlagerte das Weingut ab 2006 seine gesamte Weinproduktion sowie Lager-, Büro- und Sozialräume in den denkmalgeschützten Wirtschaftshof am Kapitelholzsteig. Hierbei wurde der neue Standort fast ausschließlich unterirdisch erweitert. Neben 900 m² für die Weinherstellung umfasst der neue Standort auch 250 m² für die Vermarktung. Neben einer Vinothek, Probier- und Schulungsräumen wurde auch ein Weinmuseum geschaffen.

## Bewertungen
Gault-Millau
- 2011 Traminer, 87 Punkte
- 2011 Riesling, 86 Punkte
- 2011 Kerner, 84 Punkte
- 2011 Riesling, 84 Punkte
- 2011 Weißer Burgunder, 84 Punkte
- 2011 Blanc de Pinot Noir, 83 Punkte